# Cimitero ebraico di Monticelli d'Ongina
Il Cimitero ebraico di Monticelli d'Ongina venne costruito nella seconda metà dell'Ottocento accanto a quello cattolico (anch'esso ricostruito nello stesso periodo, insieme alla chiesa di San Giovanni) dalla comunità ebraica del borgo, che all'epoca era la più importante e numerosa della provincia di Piacenza.

## Struttura
Il cimitero, sviluppato in lunghezza, posto a fianco di quello Comunale, da cui lo separa un alto muro, è cinto per i restanti tre lati da un muro più basso; è costituito da due aree rettangolari contigue entrambe chiuse da un cancello in ferro. Il primo campo consta di un ampio prato privo di lapidi che precede il cimitero vero e proprio; in prossimità del secondo cancello è posto un lavabo ottocentesco in pietra, utilizzato per il rituale lavaggio delle mani allorché si esce dal luogo di sepoltura. Le lapidi sono collocate in doppia fila ai lati di un vialetto d’ingresso lastricato che conduce alla camera mortuaria, situata sul fondo. Si tratta di un piccolo edificio che presenta esternamente forma poligonale con lesene ioniche. Il tetto a cupola è sormontato a sua volta da una lanterna cieca, la porta d’accesso ad arco si apre su un vano di forma circolare.

## Le sepolture
Il cimitero è tuttora in funzione, infatti vi si trovano anche alcune sepolture recenti. Le sepolture più antiche risalgono agli inizi dell'Ottocento, probabilmente perché sono state portate qui in seguito allo smantellamento del vecchio cimitero ebraico, che si trovava in aperta campagna, su un terreno che, per rispetto, non è mai più stato coltivato dai contadini della zona.
Il cimitero è stato utilizzato dai componenti della nobile famiglia Soavi di Monticelli D’Ongina, che pur risiedendo a Milano ha continuato tradizionalmente a seppellire i propri defunti a Monticelli. Vi si rilevano inoltre i cognomi Basola, Castelbolognesi, Foà, Namias, Osimo, Ottolenghi e Segre. L'ultima sepoltura è del 2024.
Di un certo interesse alcune lapidi degli anni 1871-75, che presentano intarsi in bronzo ed altre steli del primo Novecento con decorazioni liberty e con scritte in ebraico.